# Mycomya nava
Mycomya nava är en tvåvingeart som först beskrevs av Eberhard Plassmann 1977.  Mycomya nava ingår i släktet Mycomya och familjen svampmyggor. Inga underarter finns listade i Catalogue of Life.